# 투드할리야 3세

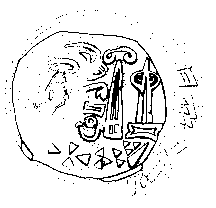

투드할리야 3세(Tudhaliya III, 제위 기원전 1358년)는 히타이트 제국의 단명한 왕이다. 그는 하투실리 2세의 아들로 계승자일 수 있지만 정상적으로 투드할리야 2세의 아들로 다음 계승자로 보지만 그는 왕도 아니었던 것 같다. 히타이트 문헌들은 그를 작은 투드할리야로 언급한다.
그는 그의 후계자 아마도 형제인 수필룰리우마 1세를 포함한 장군들에 의해 살해되었다. 이 투드할리야는 보통 히타이트 왕목록에 포함되지 않고 그의 아버지가 투드 할리야 3세로 목록화되기도 하였다.